# 荆州南门天主教堂
30°20′57″N 112°11′33″E / 30.34917°N 112.19250°E
荆州南门天主教堂位于中国湖北省荆州市荆州区古城南门外御河路，2008年被列为湖北省文物保护单位。
南门天主教堂外观为哥特式建筑风格，占地面积为1500多平方米，有司铎楼、主教堂，教堂长40米、宽16米，钟楼高22米。该堂曾为西南教区主教座堂，后教区总堂迁至宜昌，该堂属教区五总堂之一。

## 文物保护情况
2008年3月27日，被湖北省人民政府列为第五批湖北省文物保护单位。
其保护范围为：荆州南门天主教堂及周围一定范围。天主堂：东、西面各至中轴线以外30米，南面至后墙外20米，北面至东堤街北路沿石；修道院：东、西面各至中轴线以外50米，北面至护城河南岸，南面至东堤街。
其建设控制地带为：以保护范围为界向外延伸。天主堂：东面至中轴线以外60米，西面至御河路，南面至后墙外50米，北面至东堤街北30米；修道院：东、西面各至中轴线以外80米，北面至护城河北岸，南面至东堤街南侧20米。

## 相册
- 正面（北面）
- 东面
- 内部